# Síndrome do nó sinusal

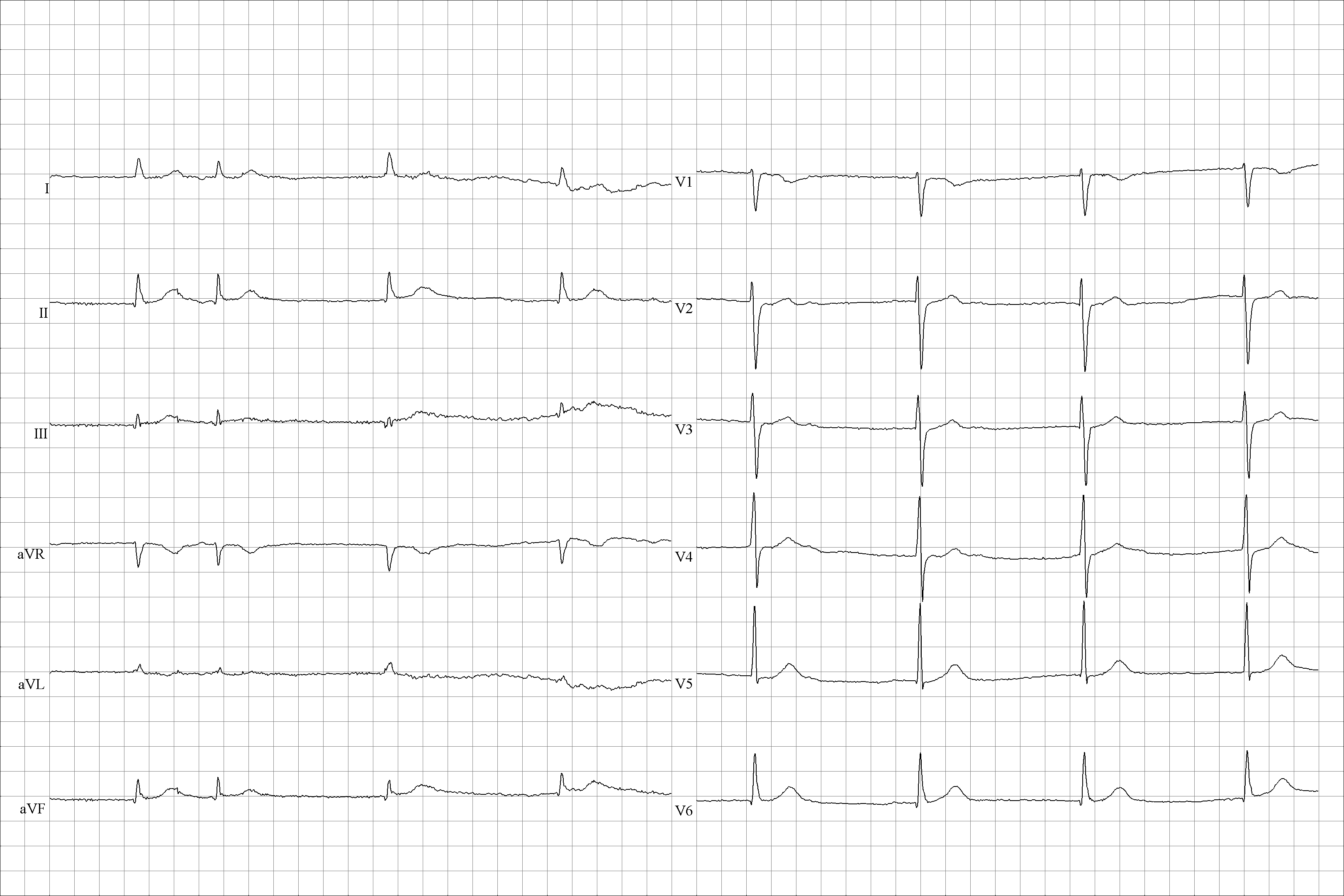
Eletrocardiograma
ECG de um homem com síndrome bradicardia-taquicardia seguido valvuloplastia da válvula mitral, com ressecção do apêndice atrial esquerdo e cirurgia do labirinto, e o ECG nos mostra um ritmo juncional resultando em bradicardia por volta de 46 batimentos por minuto. O segundo batimento é mais provável que seja um extra-sístole, dando uma atípica onda P (negativo em I, positivo em aVR).

Síndrome do nódulo sinusal compreende uma grande variedade de anomalias do funcionamento do marca-passo natural.
Esta síndrome é caracterizado pelo batimento cardíaco lento (bradicardia sinusal) ou um bloqueio completo entre o marca-passo natural e as aurículas, onde o impulso proveniente do marca-passo natural não estimula corretamente as contrações das aurículas. Quando isto acontece, habitualmente entra em funcionamento um marca-passo de urgência situado mais embaixo, que seria na aurícula ou no ventrículo.
Um outros tipo importante desta doença é a síndrome de bradicardia-taquicardia, na qual os ritmos auriculares rápidos, incluindo a fibrilação auricular, se alternam com períodos prolongados de ritmos cardíacos lentos. Todos os tipos da síndrome do nódulo sinusal são frequentes nos idosos.

## Sintomas e diagnósticos
As múltiplas variedades da síndrome do nódulo sinusal não causam sintomas, porem quando as frequências cardíacas são constantemente baixas, ocorre a debilidade e o cansaço. Quando a frequência se torna muito lenta, pode ocorrer o desfalecimento. As repetidas frequências cardíacas rápidas são sentidas como palpitações.
Um pulso lento, principalmente se for irregular, ou um pulso com grandes variações sem que coincida com mudanças na atividade do paciente, pode-se levar a suspeitar da síndrome do nódulo sinusal. As anomalias constatadas no eletrocardiograma (ECG), em particular se forem registradas durante um período de 24 horas, devem ser consideradas em conjunto com os outros sintomas que as acompanham, facilitando a confirmação do diagnóstico.

## Tratamento
Os pacientes que têm esses sintomas, geralmente é colocado um marca-passo artificial. Estes marca-passos tem a finalidade de acelerar a frequência cardíaca, mais do que faze-la diminuir. Nas situações em que há períodos ocasionais de frequência rápida, pode ser também necessário o uso de medicamentos. Usualmente o melhor tratamento consiste na implantação de um marca-passo artificial juntamente com a administração de um medicamento antiarrítmico, como um betabloqueador.